# Bambino prodigio

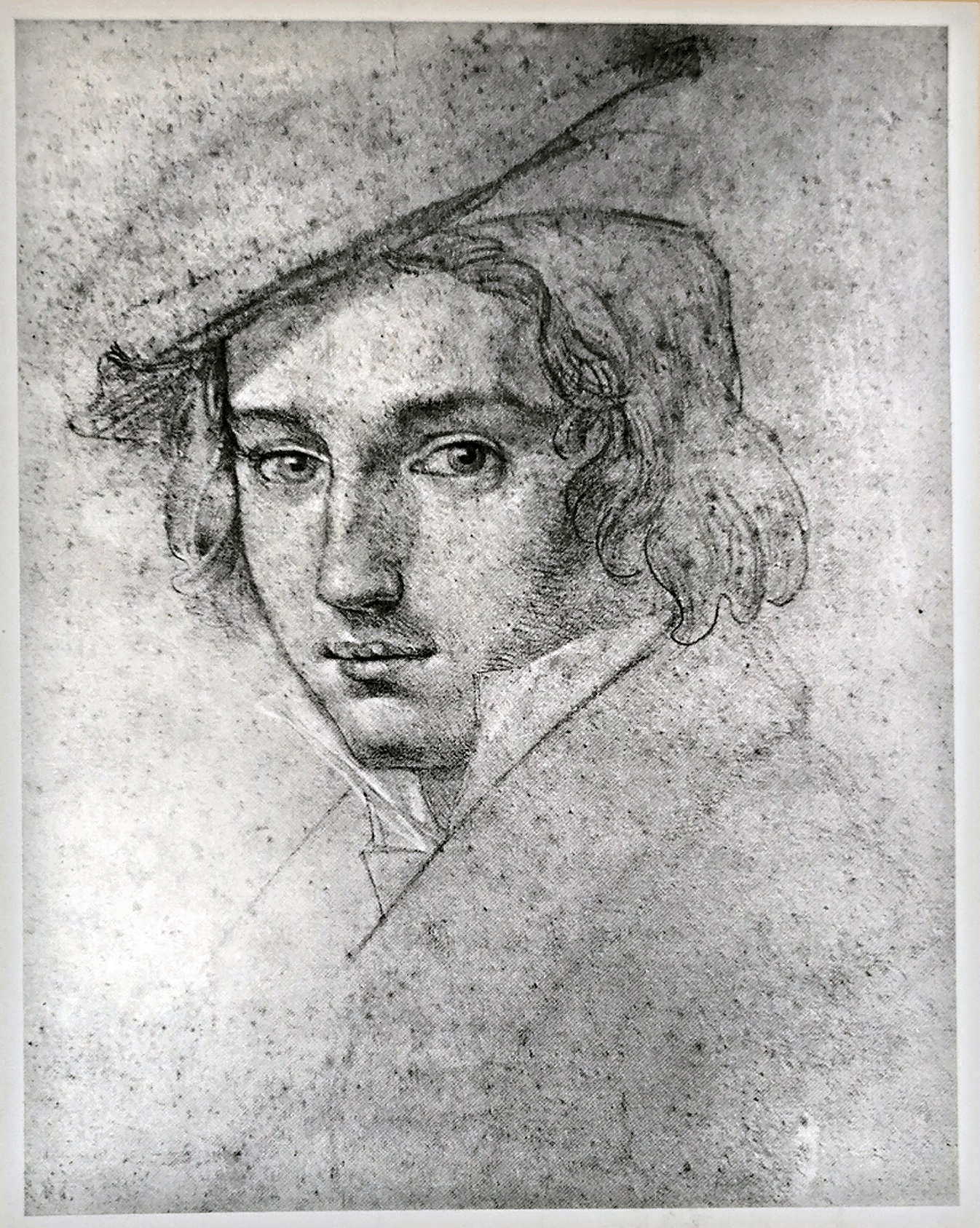
Ritratto giovanile di Karl Witte, noto bambino prodigio

Un bambino prodigio, o in francese enfant prodige, è un bambino che in età precoce, di solito prima dei tredici anni, possiede un'ottima conoscenza o un talento in uno o più settori, scienze o arti.

## Criteri definitori
Un criterio euristico generalmente accettato per identificare i "prodigi" è il seguente: un prodigio è un bambino che, avendo di regola un'età non superiore ai 13 anni, ottenga risultati del livello di un adulto molto preparato in un campo che richieda un impegno assai significativo. Vi è tuttavia qualche disputa sull'età e sullo standard cui riferirsi nella definizione di prodigio.

## Studi cognitivi sui bambini prodigio

Il pianista Daniel Barenboim, considerato un enfant prodige (al pari di sua moglie, la violoncellista Jacqueline du Pré).

### Attività neurologica dei bambini prodigio
Pochi studi hanno esaminato l'attività neurologica dei bambini prodigio. Tuttavia, Michael O'Boyle, uno psicologo statunitense che opera in Australia, ha recentemente utilizzato la scansione fMRI del flusso di sangue durante operazioni mentali svolte da bambini prodigio per evidenziare sorprendenti risultati.
I calcolatori mentali, soggetti capaci di eseguire a mente complesse operazioni aritmetiche, geometriche o di altro tipo, normalmente svolte con l'ausilio di calcolatrici o computer, convogliano flussi di sangue alle parti di cervello, strumentalmente rilevate in attività durante gli esperimenti, fino a sei-sette volte superiori ai valori considerati standard nelle persone "normo-dotate".

### Calcolatori mentaliversusprodigi matematici
I calcolatori mentali non vanno confusi con altri prodigi matematici, in quanto eseguire mentalmente calcoli (e ricordarne i passaggi) è cosa ben diversa dal possedere una profonda comprensione dei principi fondanti la matematica: di conseguenza, una persona capace di svolgere complessi calcoli mentali non diviene un matematico in senso proprio. Una simile analogia si può ricavare dai giocatori di go e scacchi: le persone "normali", di solito, riescono a pianificare una mossa prevedendo poche altre mosse (e reazioni avversarie). Recenti studi dimostrano che alcuni studenti universitari rappresentano mentalmente dai 2 ai 4 "passaggi" di questo tipo quando affrontano problemi e giochi di strategia o problem solving. Oltre questo "orizzonte", diviene difficile tracciare tutte le possibili biforcazioni e i relativi dettagli: esistono tuttavia persone capaci di "vedere" più lontano, e le doti che fanno di un individuo un abile scacchista o un matematico di spicco sono simili.

### Capacità mentali dei bambini prodigio
Scansioni PET eseguite su parecchi prodigi matematici hanno indotto a considerare il fenomeno in termini di memoria a lungo termine (MLT). Questa memoria, specifica di un campo di competenze, è capace di conservare informazioni per periodi prolungati, di solito ore. Ad esempio, si è constatato che esperti camerieri riescono a rammentare le ordinazioni di una ventina di avventori mentre li servono, ma le loro prestazioni non superano quelle ordinarie in un test di riconoscimento di numeri-sequenze. Le scansioni PET spiegano anche quali specifiche aree cerebrali siano associate con prodigiose manipolazioni numeriche. Un soggetto che non era mai eccelso da piccolo in matematica aveva però imparato da sé algoritmi e "trucchi" per il calcolo veloce, divenendo capace di computi mentali assai complessi. Il suo cervello, comparato con altri sei, fu studiato con la scansione PET, rivelando che egli usava aree specifiche del suo cervello per risolvere i problemi complessi. Alcune aree che egli usa — come presumibilmente tutti i prodigi — sono settori cerebrali connessi alla memoria visuale e spaziale, ed anche all'elaborazione di immagini mentali. Altre aree che secondo l'esperimento venivano sfruttate dal soggetto comprendevano un settore del cervello di solito collegato al "conto con le dita" praticato dai bambini, probabilmente usato nella sua mente per collegare i numeri alla corteccia visiva.

### Naturaversuseducazione nello sviluppo di bambini prodigio
Molti ricercatori riconoscono che il talento prodigioso tende a librarsi come conseguenza di un innato talento del bambino, dell'ambiente in cui vive l'individuo, dell'investimento energetico ed emotivo che tenta di fare il bambino, e delle caratteristiche personali dell'individuo. Questa definizione apparentemente generica è necessaria per escludere una visione semplicistica. Anche l'ambiente gioca un ruolo estremamente importante, molte volte in modo ovvio. Sono state sviluppate — ed in qualche misura anche "sperimentate" — teorie che fondano esclusivamente sull'ambiente la spiegazione delle prestazioni dei prodigi. Ad esempio, László Polgár decise di far crescere i propri figli in modo che divenissero validi giocatori di scacchi, e tutte e tre le sue figlie sono effettivamente arrivate ad essere giocatrici di levatura mondiale (due sono anche grandi maestri), enfatizzando il potere che ha l'ambiente nel determinare l'area verso la quale dirigere l'energia di un bambino, e dimostrando che si può sviluppare un enorme grado di abilità con un opportuno addestramento.